# Matt Ruff
Pour l’article homonyme, voir Ruff.
Œuvres principales
- La Proie des âmes
- Lovecraft Country

Matt Ruff, né le 8 septembre 1965 dans le Queens à New York, est un écrivain américain.

## Biographie
Matt Ruff grandit à New York et obtient un BA en anglais à l’Université Cornell en 1987[réf. nécessaire]. L’écrivain Alison Lurie qui était également l’un de ses professeurs l’aide à trouver un agent pour publier son premier livre intitulé Fool on the Hill[réf. nécessaire], paru aux États-Unis en 1988. Romancier polyvalent, ces romans se situent à la frontière de plusieurs genres littéraires tels que la science-fiction, la fantasy, le thriller ou la satire[réf. nécessaire].
Son troisième roman La Proie des âmes (Set This House In Order: A Romance Of Souls) évoque le syndrome du trouble de la personnalité multiple. Il remporte le prix James Tiptree, Jr.[réf. nécessaire].
Il vit aujourd’hui à Seattle[réf. nécessaire].

## Œuvres

### SérieLovecraft Country
1. Lovecraft Country, Presses de la Cité, 2019 ((en) Lovecraft Country, 2016)Prix Elbakin.net du meilleur roman de fantasy traduit 2019
2. (en) The Destroyer of Worlds: A Return to Lovecraft Country, 2023

### Romans indépendants
- (en) Fool on the Hill, 1988
- Un requin sous la lune, Le Masque, 2001 ((en) Sewer, Gas and Electric: The Public Works Trilogy, 1994), trad. Guillaume FournierRéédition Gallimard, coll. « Folio SF » no 173, 2004
- La Proie des âmes, Seuil, coll. « Cadre Vert », 2005 ((en) Set This House in Order, 2003), trad. Laurence VialletRéédition Points no P1405, 2006
- Bad Monkeys, 10/18, coll. « Domaine étranger », 2008 ((en) Bad Monkeys, 2007), trad. Laurence VialletRéédition 10/18, coll. « Domaine policier » no 4305, 2010
- (en) The Mirage, 2012
- (en) 88 Names, 2020

### Nouvelle
- (en) Ride of the Bohemians, 1990

## Distinctions

### Récompenses
- 2003 : prix James Tiptree, Jr. pour La Proie des âmes (Set This House In Order: A Romance Of Souls).
- 2008 : Washington State Book Award (en) pour le roman Bad Monkeys.
- 2008 : prix Alex pour le roman Bad Monkeys.

### Nominations
- 1989 : prix Locus du meilleur premier roman pour Fool on the Hill.
- 2008 : prix Locus du meilleur roman de science-fiction pour le roman Bad Monkeys.
- 2013 : prix Locus du meilleur roman de fantasy pour le roman The Mirage.